# Fédération internationale des associations d'inventeurs
 (mars 2025).
Si vous disposez d'ouvrages ou d'articles de référence ou si vous connaissez des sites web de qualité traitant du thème abordé ici, merci de compléter l'article en donnant les références utiles à sa vérifiabilité et en les liant à la section « Notes et références ».
 (mars 2025).
 (mars 2025).
La mise en forme du texte ne suit pas les recommandations de Wikipédia : il faut le « wikifier ».
Les points d'amélioration suivants sont les cas les plus fréquents :
- Les titres sont pré-formatés par le logiciel. Ils ne sont ni en capitales, ni en gras.
- Le texte ne doit pas être écrit en capitales (les noms de famille non plus), ni en gras, ni en italique, ni en « petit »…
- Le gras n'est utilisé que pour surligner le titre de l'article dans l'introduction, une seule fois.
- L'italique est rarement utilisé : mots en langue étrangère, titres d'œuvres, noms de bateaux, etc.
- Les citations ne sont pas en italique mais en corps de texte normal. Elles sont entourées par des guillemets français : « et ».
- Les listes à puces sont à éviter, des paragraphes rédigés étant largement préférés. Les tableaux sont à réserver à la présentation de données structurées (résultats, etc.).
- Les appels de note de bas de page (petits chiffres en exposant, introduits par l'outil «  Source ») sont à placer entre la fin de phrase et le point final[comme ça].
- Les liens internes (vers d'autres articles de Wikipédia) sont à choisir avec parcimonie. Créez des liens vers des articles approfondissant le sujet. Les termes génériques sans rapport avec le sujet sont à éviter, ainsi que les répétitions de liens vers un même terme.
- Les liens externes sont à placer uniquement dans une section « Liens externes », à la fin de l'article. Ces liens sont à choisir avec parcimonie suivant les règles définies. Si un lien sert de source à l'article, son insertion dans le texte est à faire par les notes de bas de page.
- La présentation des références doit suivre les conventions bibliographiques. Il est recommandé d'utiliser les modèles {{Ouvrage}}, {{Chapitre}}, {{Article}}, {{Lien web}} et/ou {{Bibliographie}}. Le mode d'édition visuel peut mettre en forme automatiquement les références.
- Insérer une infobox (cadre d'informations à droite) n'est pas obligatoire pour parachever la mise en page.

Pour une aide détaillée, merci de consulter Aide:Wikification.
Si vous pensez que ces points ont été résolus, vous pouvez retirer ce bandeau et améliorer la mise en forme d'un autre article.
 (mars 2025).
La Fédération internationale des associations d'inventeurs (IFIA) est une organisation non gouvernementale à but non lucratif fondée à Londres sous la supervision des Nations Unies, le 11 juillet 1968, par des inventeurs du Danemark, de Finlande, d'Allemagne, de Grande-Bretagne, de Norvège, de Suède et de Suisse.

## Histoire de l'IFIA
L'IFIA a été créée en 1968 à Londres par la coopération des représentants de sept pays européens, à savoir le Danemark, la Finlande, l'Allemagne, la Grande-Bretagne, la Norvège, la Suède et la Suisse. L'IFIA est enregistrée comme l'un des partenaires de la Genève internationale Office des Nations Unies à Genève. Le logo IFIA enregistré auprès de l'Institut Fédéral de la Propriété Intellectuelle suisse. L'organisation compte des organisations membres dans plus de 100 pays, et environ 175 organisations membres au total. L'IFIA a une assemblée générale, qui comprend un comité exécutif et élit le président de l'IFIA. En 2018, l'IFIA a fondé le Silicon Valley International Invention Festival

## Affiliations à l'IFIA
L'IFIA a le statut d'observateur (catégorie spéciale - technologie) à la Conférence des Nations Unies sur le commerce et le développement ;  le statut d'observateur à l'Organisation mondiale de la propriété intellectuelle (OMPI) ;  a le statut consultatif auprès de l'Organisation des Nations unies pour le développement industriel (ONUDI) ;  est membre du Comité consultatif permanent auprès de l'Office européen des brevets (SACEPO) et fait partie de l'Assemblée des sociétés professionnelles de l'Alliance européenne pour l'innovation (EAI). L'IFIA a reçu le statut consultatif spécial du Conseil économique et social des Nations Unies (ECOSOC) le 6 juin 2019. L'IFIA est également membre de la communauté Solve du MIT.

## Structure organisationnelle
La Fédération internationale des associations d'inventeurs (IFIA) opère à travers les organismes organisationnels suivants :
- Assemblée générale : L'organe directeur suprême de la fédération, composé des pays membres[12],[13].
- Président[14] : L’autorité exécutive suprême, élue par l’Assemblée générale pour un mandat de quatre ans[15] parmi les membres expérimentés et influents.
- Les vice-présidents[12] sont nommés par le président de l’IFIA et approuvés par le comité exécutif. Leur mandat et leurs responsabilités sont alignés sur la mission de l’IFIA qui vise à favoriser l’innovation mondiale et la sensibilisation à la propriété intellectuelle. Une liste complète des vice-présidents de l'IFIA est disponible sur le site officiel de l'IFIA https://www.ifia.com.
- Comité exécutif[15] : L'organe directeur de la fédération, nommé par l'Assemblée générale pour un mandat de deux ans[15].
- Secrétaires[12] : Responsables exécutifs supervisant divers domaines opérationnels de la fédération, nommés par le Président[15].
- Réseaux régionaux : Coordonnateurs de programmes continentaux, représentant les cinq régions du monde[16].
- Trésorier[12] : Gère les opérations financières et l’audit.

## Membres titulaires de la Fédération internationale des associations d'inventeurs (IFIA)
La Fédération internationale des associations d'inventeurs (IFIA) est composée de membres à part entière représentant des associations nationales d'inventeurs, des organisations d'innovation et des institutions qui contribuent activement à la promotion de l'invention et de l'innovation dans le monde entier. Ces membres à part entière sont reconnus par l’IFIA comme représentants officiels de leurs pays respectifs, travaillant en collaboration pour soutenir les inventeurs, améliorer la sensibilisation à la propriété intellectuelle et favoriser un écosystème d’innovation mondial.
En tant que membres à part entière, ces organisations participent à l'Assemblée générale de l'IFIA, aux réunions du Comité exécutif et aux décisions politiques, garantissant ainsi que la fédération reste un fervent défenseur des inventeurs au niveau international. Ils sont également responsables de l'organisation d'expositions d'inventions, de concours et de programmes éducatifs approuvés par l'IFIA dans leurs régions.
Actuellement, l’IFIA comprend des membres à part entière de plus de 100 pays, répartis sur cinq continents, ce qui en fait l’un des plus grands réseaux mondiaux dédiés à l’innovation et à l’invention. Les membres à part entière jouent un rôle crucial dans le soutien aux inventeurs à travers :
- Fournir une assistance juridique et financière pour la protection des brevets.
- Organisation de salons d'inventions nationaux et internationaux pour présenter de nouvelles technologies.
- Collaborer avec des organisations gouvernementales et non gouvernementales pour promouvoir la recherche et le développement.
- Faciliter la coopération internationale entre les inventeurs et les innovateurs.

Vous trouverez ci-dessous une liste des membres à part entière de l'IFIA, classés par pays :
| Pays                   | Member Organization                                                                              | Website                             |
| ---------------------- | ------------------------------------------------------------------------------------------------ | ----------------------------------- |
| Argentine              | Argentina Association of Inventors (AAI)                                                         |                                     |
| Arménie                | National University of Architecture and Construction of Armenia (NUACA)                          | nuaca.am                            |
| Australie              | Australia Inventors Association Incorporated (AIAI)                                              | inventorvic.com.au                  |
| Autriche               | Austrian Association of Innovators, Patent Holders, and Inventors (OPEV)                         | erfinderverband.at                  |
| Bosnia and Herzegovina | The Inventors Association of Bosnia and Herzegovina (AIBIH)                                      | inovacije.ba                        |
| Brésil                 | International Brazil Innovative Inventors, Scientist and Entrepreneur Association (ABIPIR)       | abipir.org.br                       |
| Bulgarie               | Union of Inventors in Bulgaria                                                                   | sibulgaria.org                      |
| Bhoutan                | Bhutan Youth Development Fund (YDF)                                                              | innovatebhutan.org                  |
| Canada                 | First Institute of Canadian Inventors (FICI)                                                     | fici.ca                             |
| Chine                  | China Association of Inventions (CAI)                                                            | www.cainet.org.cn)                  |
| Croatie                | Union of Croatian Innovators (UIH)                                                               | inovatorstvo.com                    |
| Cyprus                 | Global Invention Forum (GIF)                                                                     | invent-forum.com                    |
| Czech Republic         | Czech Union of Inventors and Rationalizers (CUIR)                                                | csvz.cz                             |
| Denmark                | Danish Inventors Association (DIF)                                                               | opfinderforeningen.dk               |
| Égypte                 | Egyptian Council for Creativity, Innovation and Intellectual Property Protection (ECCIPP)        | eccipp.org                          |
| Finlande               | Foundation for Finnish Inventions                                                                | keksintosaatio.fi                   |
| France                 | French Federation of Inventors                                                                   | federationfrancaisedesinventeurs.fr |
| Allemagne              | German Inventors Association (DEV)                                                               | erfinder.dev                        |
| Georgia                | Inventors Club of Georgia (ICG)                                                                  |                                     |
| Hongrie                | The Association of Hungarian Inventors (MAFE)                                                    | inventor.hu                         |
| Islande                | Iceland Inventors Association (SFH)                                                              | nyhugmynd.com                       |
| Inde                   | Indian Innovators Association (IIA)                                                              | indiainvents.in                     |
| Indonésie              | Indonesian Invention and Innovation Promotion Association (INNOPA)                               | innopa.org                          |
| Iran                   | The First Institute of Inventors and Researchers in I.R. IRAN (FIRI)                             | inventor.ir                         |
| Irak                   | Iraqi Society of Inventors and Innovators (ISII)                                                 | iiis-iq.org                         |
| Italie                 | National Association of Inventors (ANDI)                                                         | andi-inventori.com                  |
| Japon                  | Japan Institute for Promoting Invention and Innovation (JIII)                                    | jiii.or.jp                          |
| Corée du Sud           | Korea Invention Promotion Association (KIPA)                                                     | kipa.org                            |
| Koweït                 | Kuwait Science Club (KSC)                                                                        | ksclub.org                          |
| Latvia                 | Latvian Inventors Association (LIA)                                                              | izgudrotaji.lv                      |
| Liban                  | National Association for Science and Research (NASR)                                             | nasr.org.lb                         |
| Lesotho                | Mothapo Development Organization (MDO)                                                           |                                     |
| Libye                  | National Foundation for Libyan Inventors (NFLI)                                                  |                                     |
| North Macedonia        | National Association of Inventors of Macedonia (NAIM)                                            | naim.mk                             |
| Malawi                 | Sustainable Development Solutions Organization (SUDESO)                                          |                                     |
| Malaisie               | Malaysian Invention and Design Society (MINDS)                                                   | minds.net.my                        |
| Nigeria                | Organization for Creativity, Innovation and Invention Promotion (OCIIP)                          | ociip.org                           |
| Pakistan               | Pakistan Science Club (PSC)                                                                      | paksc.org                           |
| Palestine              | Higher Council for Innovation and Excellence (HCIE)                                              | hcie.ps                             |
| Papua New Guinea       | MSME Council (The Voice of Small Business)                                                       | msmepng.com                         |
| Philippines            | Technology Application and Promotion Institute (DOST-TAPI)                                       | tapi.dost.gov.ph                    |
| Pologne                | Association of Polish Inventors and Rationalizers (SPWiR)                                        | polskiewynalazki.pl                 |
| Portugal               |                                                                                                  |                                     |
| Qatar                  | Qatar Scientific Club (QSC)                                                                      | qsc.org.qa                          |
| Roumanie               | Romanian Inventors Forum (FIR)                                                                   | afir.org.ro                         |
| Russie                 | Moscow Public City Organization of All Russian Society of Inventors and Rationalizers (MGO VOIR) | mosvoir.ru                          |
| Saudi Arabia           |                                                                                                  |                                     |
| Serbia                 | Belgrade Association of Inventors (BAI)                                                          | inventbg.org                        |
| Singapore              | Singapore Inventors Development Association (SIDA)                                               | sida.org.sg                         |
| Slovakia               | Association of Slovak Scientific and Technological Societies (ZSVTS)                             | zsvts.sk                            |
| Slovénie               | Association of Slovenian Inventors (ASI)                                                         |                                     |
| Sri Lanka              | Sri Lanka Inventors Commission (SLIC)                                                            | slic.gov.lk                         |
| South Africa           | Institute of Inventors and Innovators (III)                                                      | iii.org.za                          |
| Espagne                | Spanish Inventors Club (SIC)                                                                     | inventoseinventores.com             |
| Suède                  | Swedish Inventors Association (SUF)                                                              | uppfinnare.se                       |
| Suisse                 | Geneva International of Inventions (GIIE)                                                        | inventions-geneva.ch                |
| Syrie                  | Syrian Inventors Association (SIA)                                                               | syrianinventors.org                 |
| Tanzanie               | Tanzania Inventors and Techno-Thinkers Consortium (TITC)                                         |                                     |
| Thaïlande              | Association of Thai Innovation and Invention Promotion (ATIP)                                    | atip-thailand.org                   |
| Tunisie                | Tunisian Association for Innovation and Invention (TAII)                                         |                                     |
| Ouganda                | ResilientAfrica Network (RAN)                                                                    | ranlab.org                          |
| Ukraine                | Junior Academy of Sciences of Ukraine (JAS)                                                      | man.gov.ua                          |
| Royaume-Uni            | British Inventors Association (BIA)                                                              |                                     |
| United Arab Emirates   |                                                                                                  |                                     |
| États-Unis             | United Inventors Association (UIA)                                                               | uiausa.org                          |
| Uzbekistan             | Uzbek Association of Inventors (UAI)                                                             |                                     |
| Vietnam                | Research Institute of Creative Education (RICE)                                                  | rice-ins.com                        |
| Zambie                 | Inventors and Innovators Association of Zambia (IIAZ)                                            |                                     |
| Zimbabwe               | Zimbabwe Association of Inventors (ZAI)                                                          |                                     |

## Présidents
Le président est élu par l'Assemblée générale pour une période de quatre ans (jusqu'à la session ordinaire de l'Assemblée générale).

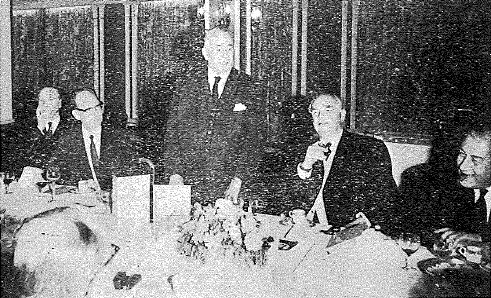
PREMIER PRÉSIDENT DE L'IFIA

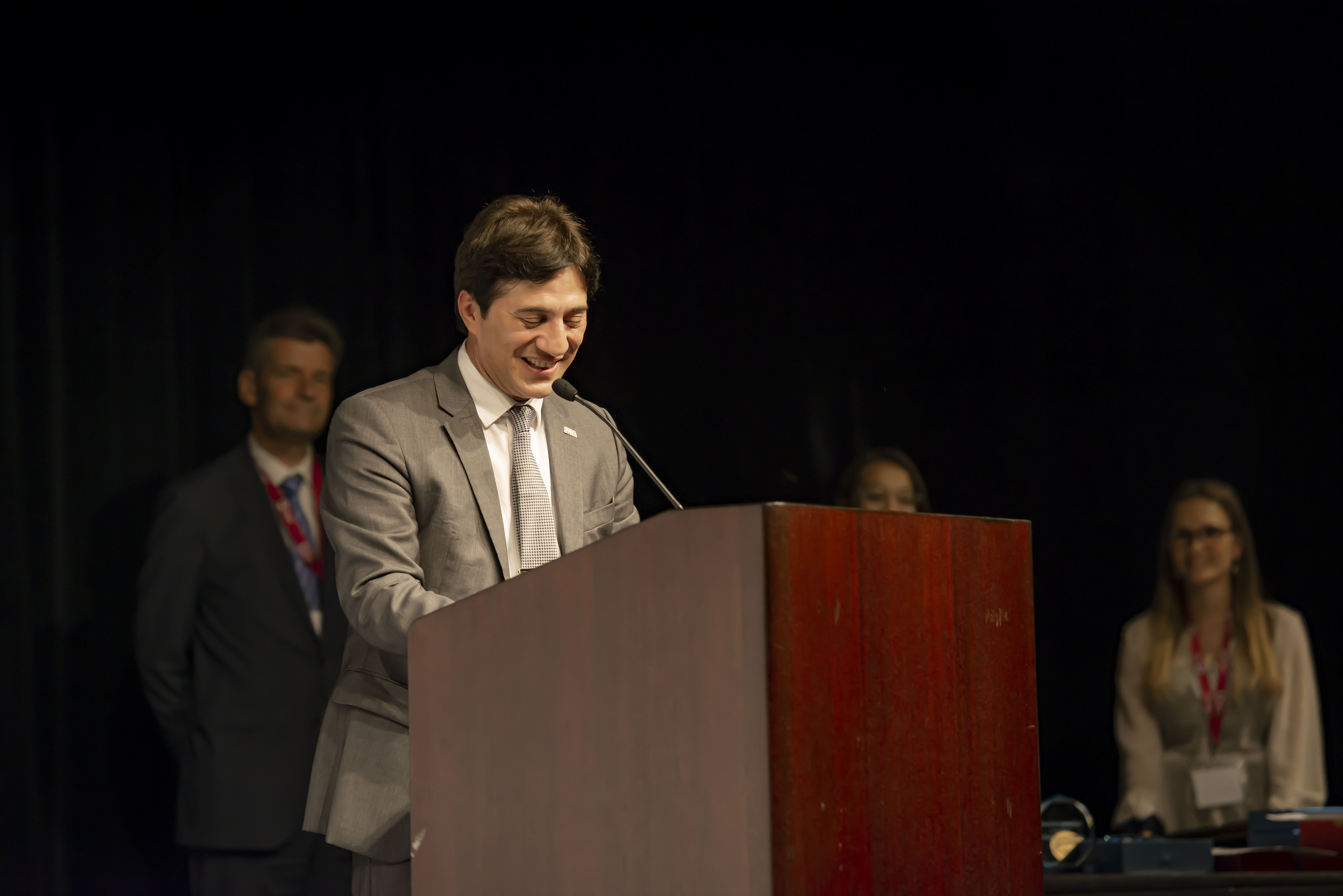
Alireza Rastegar, président de l'IFIA

| IFIA Presidents               | IFIA Presidents | IFIA Presidents                   |
| Nom                           | Pays            | Term                              |
| ----------------------------- | --------------- | --------------------------------- |
| Mr. A. W. Richardson          | Grande-Bretagne | 1968–1972                         |
| Mr. Harald A R Romanus        | Suède           | 1972–1976                         |
| Dr. Friedrich BURMESTER       | Allemagne       | 1976–1980                         |
|                               | Norvège         | 1980–1984                         |
| Mr. Bo-Goran Wallin           | Suède           | 1984–1988                         |
| Mr. Clarence P. Feldmann      | Suisse          | 1988–1992                         |
| Dr. Farag MOUSSA              | Suisse          | 1992–2004 (*)                     |
| Mr. Eduardo Roberto Fernandez | Argentine       | 2004–2006                         |
| Dr. András VEDRES             | Hongrie         | 2006–2014 (*)                     |
| Alireza Rastegar,             | Iran            | 2014–present (re-elected in 2023) |

## Activités de l'IFIA
La Fédération internationale des associations d'inventeurs (IFIA) mène diverses activités pour soutenir et promouvoir l'innovation et l'invention dans le monde entier. L'IFIA organise et soutient la publication d'ouvrages de référence, de guides, d'enquêtes, d'études, de conférences et de congrès,Leo Suryadinata, Southeast Asian Personalities of Chinese Descent: A Biographical Dictionary, Volume I & II, Institute of Southeast Asian Studies, 2012 (ISBN 978-981-4345-21-7, lire en ligne), p. 845 Personnalités d'Asie du Sud-Est d'origine chinoise : un dictionnaire biographique, volumes I et II . Institut d'études de l'Asie du Sud-Est. p. 845. Livre <bdi>978-981-4345-21-7</bdi> . Récupéré le 5 mars 2025. </ref>, des expositions illustratives liées aux inventeurs et aux inventions, et des services de conseil. Ils sponsorisent également les prix IFIA, qui comprennent depuis 2015 la médaille de la meilleure invention, la médaille de l'ambassadeur et la médaille commémorative. Parmi les récompenses précédentes, citons la Médaille d'or mondiale. La Médaille commémorative a été décernée à Ivo Josipoviæm, Teresa Stanek Rea, au directeur par intérim de l'USPTO Benoît Battistelli, au président de l'OEB Miklós Bendzsel, au directeur général de l'OMPI Francis Gurry et au vice-Premier ministre thaïlandais Prajin Juntong.

## Prix IFIA

PRIX ET MÉDAILLE DE L'IFIA

Les prix de la Fédération internationale des associations d'inventeurs (IFIA) Récompensant les réalisations exceptionnelles en matière d'innovation, d'invention et de progrès technologiques, ces prix visent à soutenir et à encourager les inventeurs en reconnaissant leurs contributions au progrès mondial et sont sélectionnés par le jury de l'IFIA.
- Types de récompenses IFIA L'IFIA décerne diverses récompenses, notamment :
- Prix de la meilleure invention de l’IFIA – Décerné aux innovations révolutionnaires dans différents domaines[35],[36].
- Prix IFIA de l’inventrice – Récompense les inventrices exceptionnelles[37].
- Prix du jeune inventeur de l’IFIA – Encourager les jeunes innovateurs et les étudiants.
- Prix d’excellence en innovation de l’IFIA – Décerné aux organisations ou institutions contribuant de manière significative à l’innovation.
- Prix de l’innovation verte de l’IFIA – Récompense les inventions durables et respectueuses de l’environnement.

- Critères d'attribution et de reconnaissance
- Les prix sont décernés lors d'expositions, de conférences et de concours internationaux organisés ou approuvés par l'IFIA.
- Les gagnants reçoivent des certificats, des médailles et une reconnaissance mondiale.
- Le processus de sélection est basé sur le brevet, la créativité, l’innovation, l’impact et le potentiel du marché.
Pour plus de détails, visitez la page officielle des IFIA Awards https://ifia.com/awards/ .

## Événements internationaux sur l'invention et l'innovation Sous la supervision et l'approbation de l'IFIA
La Fédération internationale des associations d'inventeurs (IFIA) soutient et approuve divers événements d'invention dans le monde entier pour promouvoir l'innovation et fournir aux inventeurs des plateformes pour présenter leurs créations. Vous trouverez ci-dessous une liste d’événements notables en matière d’invention et d’innovation approuvés par l’IFIA :
| Event                                                                                          | Location                     | Description |
| ---------------------------------------------------------------------------------------------- | ---------------------------- | --- |
| Silicon Valley International Invention Festival (SVIIF)                                        | Santa Clara, California, USA | The world’s most prestigious and a major invention event held in Silicon Valley, highlighting global innovation.                                                       |
| Geneva International Exhibition of Inventions 2025                                             | Geneva, Switzerland          | The world’s largest invention exhibition, supported by IFIA. |
| iENA – International Trade Fair                                                                | Nuremberg, Germany           | One of the world's leading trade fairs for inventions and new products, bringing together innovators, investors, and industry leaders.                                 |
| Korea International Women's Invention Exposition (KIWIE)                                       | Seoul, South Korea           | The world’s largest women-focused invention exhibition promoting female innovators.                                                                                    |
| International Competition for IFIA Members                                                     | Online                       | A prestigious international competition exclusive to IFIA members. |
| SIIF – Seoul International Invention Fair                                                      | Seoul, South Korea           | One of the world's largest invention fairs, providing a platform for innovators to showcase their latest technologies and connect with investors and industry leaders. |
| IPITEx – International Intellectual Property, Invention, Innovation, and Technology Exposition | Bangkok, Thailand            | A premier international event showcasing innovations, intellectual property advancements, and technological breakthroughs, held annually in Thailand.                  |
| Malaysia Technology Expo (MTE 2025)                                                            | Kuala Lumpur, Malaysia       | One of Asia’s leading innovation exhibitions showcasing cutting-edge technologies and inventions.                                                                      |
| Moscow International Salon of Inventions "Archimedes"                                          | Moscow, Russia               | An international platform for inventors, innovators, and scientists to showcase new inventions.                                                                        |
| Taiwan Innotech Expo (TIE)                                                                     | Taipei, Taiwan               | Taiwan’s leading invention and technology exhibition, featuring global innovations.                                                                                    |
| Kuwait International Invention Fair (IIFME)                                                    | Kuwait                       | One of the Middle East’s biggest invention fairs, supported by IFIA.                                                                                                   |
| EuroInvent – European Exhibition of Creativity and Innovation                                  | Iași, Romania                | A European innovation event bringing together researchers, inventors, and scientists.                                                                                  |
| AGRO ARCA – Agricultural Innovation and Rural Development Exhibition                           | Zadar, Croatia               | A specialized exhibition focusing on agricultural inventions and rural development.                                                                                    |
| International Invention and Innovation Show INTARG® 2025                                       | Katowice, Poland             | A global exhibition dedicated to showcasing inventions and technological advancements.                                                                                 |
| Indonesia Inventors Day – IYIA & WINTEX                                                        | Indonésie                    | A major event highlighting youth and professional inventors. |
| iCAN – International Invention Innovation Competition in Canada                                | Toronto, Canada              | Canada’s largest innovation competition, welcoming inventors globally.                                                                                                 |
| BIXPO – Bitgaram International Exposition of Electric Power Technology                         | Gwangju, South Korea         | A global exhibition showcasing innovations in energy, electricity, and power technology, bringing together inventors, researchers, and industry leaders.               |
| International Exhibition of Inventions "ARCA"                                                  | Zagreb, Croatia              | An exhibition presenting innovations from Croatia and around the world.                                                                                                |
| Sri Lanka Sahasak Nimavum                                                                      | Colombo, Sri Lanka           | A national invention and innovation competition promoting creativity and technological advancements in Sri Lanka.                                                      |
| Beirut International Innovation Show (BIIS)                                                    | Beirut, Lebanon              | Lebanon’s premier innovation fair showcasing inventors and startups.                                                                                                   |
| Invent Arena – Czech Republic                                                                  | Czech Republic               | A biennial innovation event showcasing leading European inventors. |
| International Warsaw Invention Show (IWIS)                                                     | Warsaw, Poland               | One of Europe's largest international events related to innovation and inventiveness.                                                                                  |
| World Competition of Chemical Inventions                                                       | Warsaw, Poland               | Organized alongside IWIS, this competition emphasizes the significance of chemistry for societal advancement.                                                          |

Source : Page officielle des événements de l'IFIA

## Magazine IFIA

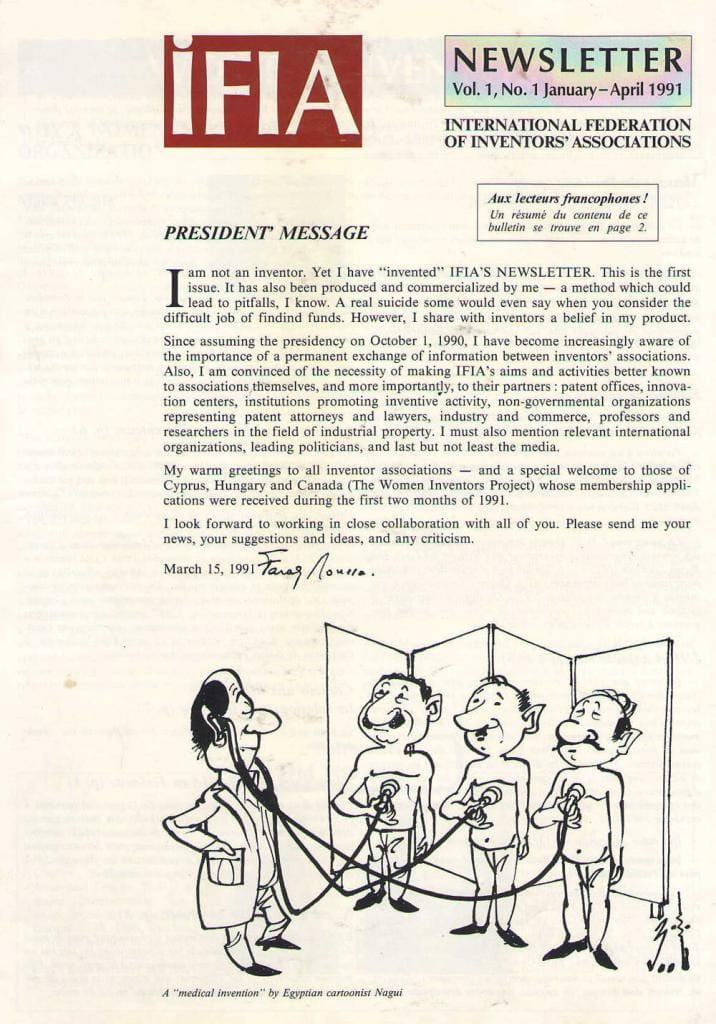
NEWSLETTER DE L'IFIA

Le magazine IFIA est la publication officielle de la Fédération internationale des associations d'inventeurs (IFIA). Il sert de plate-forme pour présenter l'innovation, les inventions et les activités mondiales au sein du réseau IFIA. Le magazine met en lumière les réalisations, les événements et les réussites des inventeurs du monde entier, dans le but de favoriser une culture de créativité et de progrès technologique.
Chaque numéro du magazine IFIA présente des mises à jour sur les concours internationaux d’innovation, les développements en matière de propriété intellectuelle et les contributions des membres. Il est disponible en ligne et accessible aux inventeurs, aux chercheurs et aux professionnels de l’industrie.
Pour la dernière édition, visitez : https://ifia.com/ifia-magazine/ .

## Membres de l'IFIA INV
La catégorie de membre INV au sein de la Fédération internationale des associations d'inventeurs (IFIA) est conçue pour reconnaître les inventeurs individuels qui contribuent au domaine de l'innovation et des avancées technologiques.
-Admissibilité et objectif
- Les membres de l’INV sont des inventeurs individuels qui participent activement aux activités liées à l’innovation.
- Le programme donne accès à des opportunités de réseautage mondial, à des ressources d’innovation et au soutien de l’IFIA.
- Les membres bénéficient de la participation à des expositions internationales, des concours et des programmes éducatifs.

- Avantages de l'adhésion
- Reconnaissance en tant que membre du réseau mondial d'innovation de l'IFIA.
- Opportunités de présenter des inventions lors d’événements internationaux.
- Accès à des programmes éducatifs tels que des ateliers et des séances de formation.
- Assistance à la protection et à la commercialisation de la propriété intellectuelle.

Pour plus de détails, visitez la page officielle d'adhésion à l'IFIA INV https://ifia.com/inv-members/ .

## Sources de revenus
La Fédération internationale des associations d'inventeurs (IFIA) génère des revenus par le biais de divers canaux,, notamment :
- Cotisations annuelles : Contributions des organisations membres[15].
- Soutien financier des organisations internationales : Financement provenant d’institutions internationales de niveau supérieur[15].
- Commandites : Contributions financières de commanditaires et d'organismes partenaires[15].